# Tim Salmon

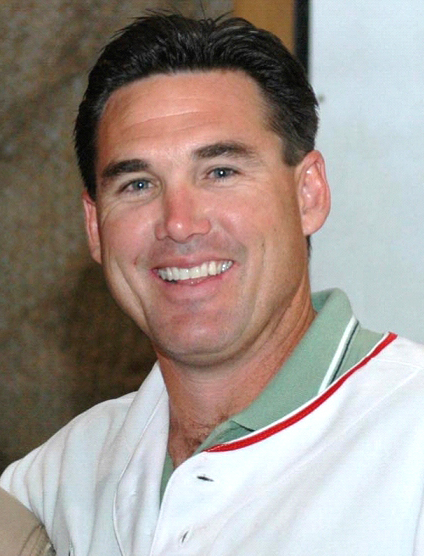

Timothy James Salmon, mais conhecido como Tim Salmon (24 de agosto de 1968), é um ex-jogador profissional de beisebol norte-americano.

## Carreira
Tim Salmon foi campeão da World Series 2002 jogando pelo Anaheim Angels. Na série de partidas decisiva, sua equipe venceu o San Francisco Giants por 4 jogos a 3.